# Alma Rosé
Pour les articles homonymes, voir Rosé.
Alma Rosé, née à Vienne (en Autriche), le 3 novembre 1906 et morte le 4 avril 1944  dans le camp de concentration d'Auschwitz, est une violoniste autrichienne d'origine juive. Elle est, d'août 1943 à sa mort, la cheffe d'orchestre de l'orchestre des femmes d'Auschwitz.

## Biographie

### Jeunesse
Née à Vienne, Alma Rosé est la fille du violoniste Arnold Rosé et de Justine Mahler, sœur du compositeur Gustav Mahler. Plongée dans la vie musicale dès son plus jeune âge, elle devient violoniste à son tour. En 1930, elle épouse le violoniste tchèque Váša Příhoda (de), considéré comme l'un des prodiges du XXe siècle. Leur mariage durera cinq ans.
En 1932, Alma Rosé fonde l'orchestre féminin Die Wiener Walzermädeln, avec lequel elle fera de nombreuses tournées en Europe.
Au moment de l'Anschluss, elle fuit avec son père à Londres. Revenue sur le continent pour gagner sa vie et aider son père, demeuré à Londres, elle se retrouve prise au piège aux Pays-Bas lors de l'invasion nazie. En 1942, elle décide de rallier la Suisse via la France pour rentrer en Angleterre ; elle est  arrêtée fin 1942 à Dijon, sans doute dénoncée à la Gestapo. Interrogée et torturée, elle est Internée au camp de Drancy, puis  déportée en juillet 1943, par le convoi No 57.

### Auschwitz-Birkenau
À l'intérieur du camp des femmes d'Auschwitz Birkenau, un orchestre d’une trentaine de musiciennes est créé au printemps 1943 à l'initiative de la SS-Lagerführerin Maria Mandl, D'abord dirigé par la détenue polonaise Zofia Czajkowska, il est confié à Alma Rosé quelques semaines après son arrivée dans le camp : c’est le seul cas d'orchestre « officiel » exclusivement féminin dans un camp. Chargée de la direction musicale, mais aussi de la réorchestration des œuvres, de l'écriture des partitions et du recrutement des musiciennes, elle double l'effectif de l'orchestre et enrichit considérablement son répertoire. L'orchestre rassemble des musiciennes de tout niveau, chargées entre autres d'accompagner en musique la mise en place des Kommandos de déportées avant leur départ pour le travail le matin après l'appel, ainsi qu'à leur retour le soir. Il est également chargé de jouer pour distraire les SS, à l'occasion de leurs anniversaires ou de fêtes privées. Le « rôle » de cheffe d'orchestre confère à Alma le titre de kapo, ce qui lui permet d'obtenir certains privilèges pour les membres de son ensemble, notamment des rations alimentaires supplémentaires et la dispense d'affectation dans des Kommandos extérieurs à l'orchestre.
Début avril 1944, elle tombe subitement malade et est transportée à l'hôpital avec de fortes douleurs gastriques et une grande fièvre. Selon le témoignage très controversé de Fania Fénelon dans son ouvrage Sursis pour l'orchestre, elle aurait été empoisonnée par la femme du Commandant du camp Joseph Kramer, mais il est plus probable qu'elle soit décédée d'une intoxication alimentaire ou d'une infection foudroyante. Alma Rosé meurt dans la nuit du 4 avril au 5 avril 1944 à Auschwitz. Sa successeure ne parvient pas à maintenir le niveau de l'orchestre et l'avancée des armées alliées mène à une dissolution de l'ensemble quelques mois plus tard, une grande partie des musiciennes étant transférée à Bergen-Belsen. Toutes sortiront saines et sauves du camp lors de sa libération par les troupes britanniques et canadiennes le 15 avril 1945.
Une plaque commémorative a été apposée au cimetière de Grinzing, près de Vienne, sur la tombe de ses parents.

### Après-guerre
Après la guerre et la libération du camp, une polémique est née entre diverses survivantes de l'orchestre. Dans son témoignage romancé, la pianiste Fania Fénelon accuse Alma d'avoir abusé du pouvoir conféré par son statut de kapo aux dépens des musiciennes. De son côté, nombre de musiciennes, dont la violoncelliste Anita Lasker-Wallfisch, ont pris sa défense, précisant qu'Alma n'avait rien fait d'autre qu'essayer de préserver la vie de ses codétenues.

### Hommages

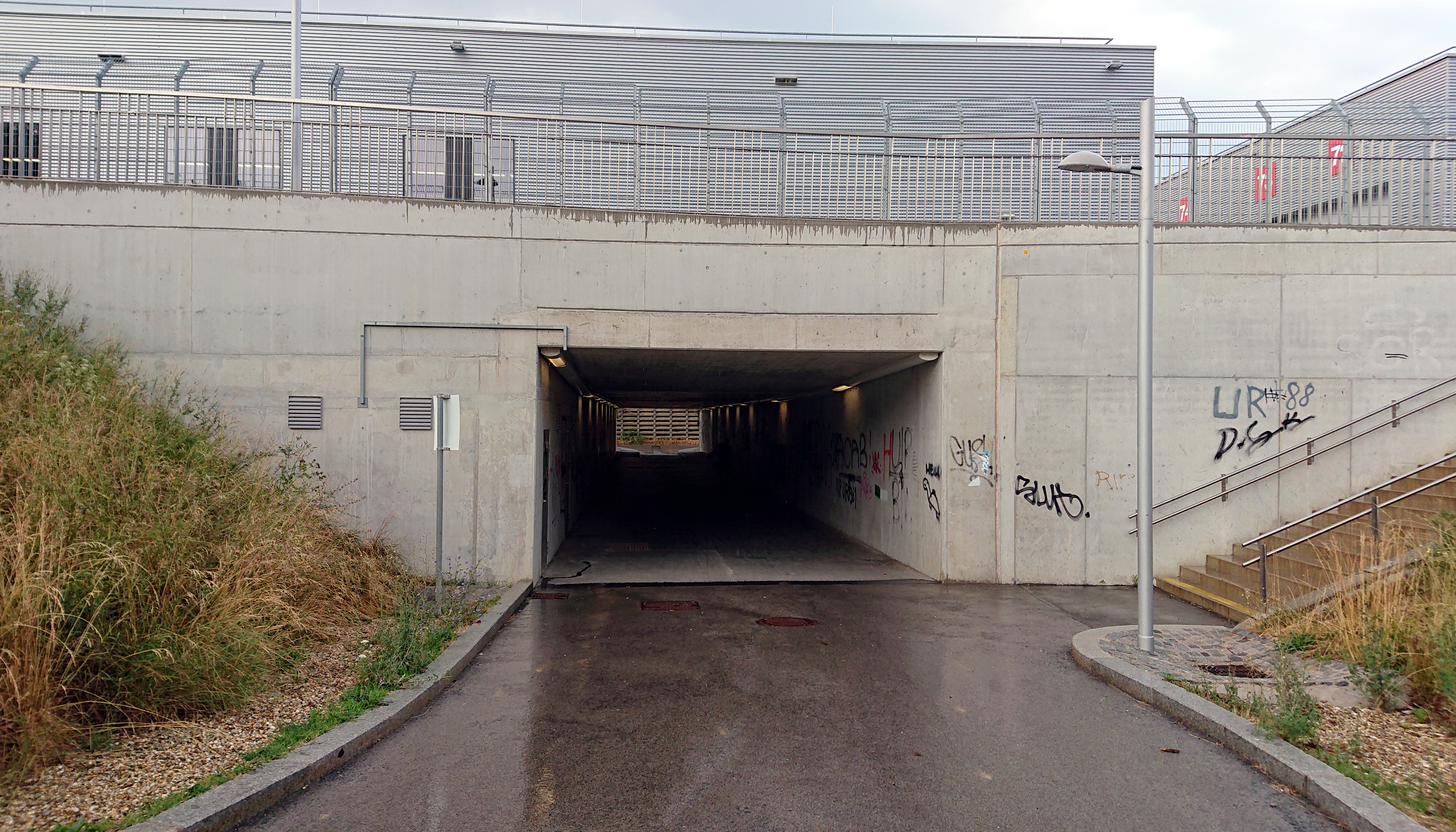
Unterführung Alma-Rosé-Gasse.

Une voie porte le nom Alma-Rosé-Gasse à Vienne (Autriche).
En 2024, son nom est donné à l'un des instituts de l'Université de musique et des arts du spectacle de Vienne, qui portait précédemment le nom de Josef Hellmesberger (directeur de la faculté de 1851 à 1893), l'institut pour « les instruments à cordes, la guitare et la harpe dans la pédagogie musicale » : Alma Rosé Institut für Streichinstrumente, Gitarre und Harfe in der Musikpädagogik.